# توريانا
توريانا (بالإيطالية: Torriana)‏ هي بلدية في مقاطعة ريميني في إقليم إميليا رومانيا في إيطاليا. 
1. ↑  "Superficie di Comuni Province e Regioni italiane al 9 ottobre 2011" (بالإيطالية). Istituto nazionale di statistica. Retrieved 2019-03-16.
2. ↑  GeoNames (بالإنجليزية), 2005, QID:Q830106